# Arthur Young
Arthur Young (11 de setembre de 1741, Suffolk, Anglaterra - 12 d'abril de 1820) va ser un escriptor i assagista anglès, que tractà sobre agricultura, economia i estadística social.

## Biografia
Young fou el segon fill del sacerdot de Bradfield Combust, al comtat de Suffolk. Després d'haver estudiat a l'escola de Lavenham, el 1758 continua formant-se amb un negociant de vins a King's Lynn (Norfolk). Fou, aleshores, quan comença a freqüentar algunes reunions polítiques.
Amb 17 anys, publica el seu primer text, The Theatre of the Present War in North America. El 1761 s'instal·la a Londres, on fundà un diari —The Universal Museum— però l'abandona poc temps després. També escriu quatre novel·les, i Reflections on the Present State of Affairs at Home and Abroad (1759).
El 1763, amb vint-i-dos anys, Young decideix fer carrera en l'agricultura i s'instal·la en una petita finca agrícola de Suffolk, on fa nombroses provatures per millorar les collites. Publica en el Museum Rusticum. A causa de les tensions entre la seva esposa i la seva mare, abandona Suffolk i arriba a North Mymms prop de Hatfield, una petita vila de Hertfordshire.
Posteriorment, emprèn una sèrie de viatges per Anglaterra i Gal·les. Durant aquests viatges es troba amb nombrosos pagesos i ramaders, i fruit d'aquestes experiències publica A Six Weeks' Tour through the Southern Counties of England and Wales, A Six Months' Tour through the North of England (1769) i Farmer's Tour through the East of England (1771). Durant aquesta època els seus escrits són molt ben considerats i es tradueixen en nombrosos idiomes. Al mateix temps, esdevé membre de la Royal Society. L'any 1773 entra com a periodista polític al Morning Post; i passa, aleshores, una gran part de la setmana a Londres i el cap de setmana, a North Mymms.
El 1780 publica —després d'uns viatges a Irlanda— A Tour in Ireland, que és encara avui dia un preuat testimoniatge sobre la Irlanda d'aquells temps. El 1784 comença la publicació dels Annals of Agriculture, que va continuar amb 45 volums. El rei Jordi III hi va arribar a fer contribucions de manera anönima.
Entre 1787 i 1790 continua viatjant, a Catalunya i a França, on explora tot el país en un context d'agitació social i política a les portes de la Revolució Francesa. Hi observa les condicions de vida del poble francès i la conducta dels poders públics davant d'aquella conjuntura tan crítica. Tot plegat ho recull en dos volums, a través de Travels in France (1792).
En el seu retorn a Anglaterra, fou nomenat secretari del ministeri d'agricultura de la Gran Bretanya, creat per William Pitt (1793). Young redactà informes sobre l'estat de l'agricultura d'alguns dels comtats britànics.
El 14 de juliol de 1797 va morir de tuberculosi la seva filla Martha Ann, de 14 anys. Aquest fet va afectar molt l'estat d'ànim de Young, fins al punt que el retornà a la creença religiosa.
A la seva mort va deixar un manuscrit autobiogràfic que va ser editat i publicat (1898) per l'escriptora Matilda Betham-Edwards.

## Viatge a Catalunya
La narració del viatge a Catalunya, fet el mes de juliol del 1787, és d'un interès documental notable; fou publicat per primera vegada a Annals of Agriculture l'any 1787 (Tour in Catalonia), i hom en feu d'altres edicions en anglès (Travels during the years 1787, 1788 and 1789, 1794), en francès (1860 i 1931) i en català: Viatge a Catalunya (1787) (1970).